# Karen Dotrice
Karen Dotrice (Guernsey, 9 november 1955) is een Britse actrice die voornamelijk beroemd en bekend is geworden door haar rol in de filmmusical Mary Poppins. Dotrice (uitgesproken als doh'tries) is geboren op het Kanaaleiland Guernsey als dochter van twee actieve acteurs. Haar carrière begon voornamelijk op het toneel, ging toen langzaam over naar tv-rollen en heeft ook een kort rolletje als Desdemona in productie van het pre-Broadway-e Othello ingehouden. In 1984 stopte ze tijdelijk met acteren om voor haar kinderen te kunnen zorgen; ze heeft drie kinderen uit twee huwelijken. Ze is in 2004 tot Disney-legende benoemd.

## Eerste jaren
Dotrice is in een theaterfamilie geboren als de dochter van Roy en Kay Dotrice, twee acteurs uit Shakespeares toneelstukken. Ze is geboren op Guernsey, het geboorte-eiland van haar vader. Haar twee zussen, Michele en Yvette, zijn ook actrices. Haar peetvader was de acteur Charles Laughton.
Toen ze 4 jaar was was de tijd rijp voor haar om zich uit te leven op het theatergebied en maakte ze haar debuut in een Engelstalige opvoering van De Kaukasische Krijtcirkel van Bertolt Brecht. Daar zag een scout van Disney haar en werd ze uitgenodigd om naar Burbank in Californië te komen, waar ze Walt Disney ontmoette.

## Films
Toen ze 8 jaar was werd ze gevraagd om mee te spelen in de film De Drie Levens van Thomasina (The Three Lives of Thomasina, 1964). Onderwijl bracht Walt Disney Dotrice in zijn huis in Palm Springs onder, waar Dotrice hem als een soort vaderfiguur begon te zien, aangezien haar vader zich nog steeds in Engeland bevond om mee te spelen in Shakespeares toneelstukken, en Dotrice begon Disney al snel "Uncle Walt" (Oom Walt) te noemen.
De filmhistoricus Leonard Maltin was van mening dat Dotrice "over iedereen won" met haar optreden in De Drie Levens van Thomasina, en ze werd ingeschreven om de rol van Jane Banks in de film Mary Poppins te spelen. Zoals al eerder gezegd was hiermee haar grote debuut gemaakt. Dat deed ze samen met een van de co-sterren waarmee ze samen heeft opgetreden in De Drie Levens van Thomasina, namelijk Matthew Garber, die in desbetreffende film haar broertje Michael Banks speelt.
Dotrice en Garber hebben hierna ook nog samen meegespeeld in de film De Gnoommobiel (The Gnome-Mobile, 1967 - in Nederland later ook uitgebracht als De Bosdwergen). Deze film heeft nimmer op hetzelfde niveau van verkoop als Mary Poppins kunnen komen, en na deze film stopte Dotrice met haar carrière als kinderactrice. "De kinderen" hielden geen contact meer met elkaar na De Gnoommobiel
Dotrice was later ook nog te zien in de versie uit 1978 van de film The Thirty Nine Steps. Dit was de enige keer dat ze als volwassene meedeed in een film.

## Televisie
In de Napoleon and Love miniseries van Thames Television was Dotrice te bewonderen toen ze Desirée Clary speelde.
In 1975 speelde Dotrice de huismeid gedurende zes afleveringen in het vijfde en laatste seizoen van de Britse dramaserie Upstairs, Downstairs. In 1976 nam ze de rol aan als Maria Beadnell in de miniserie Dickens of London. In 1977 deed ze mee in de Duitse televisiefilm Joseph Andrews.
In 1978 verscheen Dotrice voor het laatst op het filmscherm, waar ze Jenny speelde in She Fell Among The Thieves op BBC Two.

## Latere jaren
In 1981 nam ze de rol van Desdemona aan in de Warner Theatre-versie van Othello. De recensies waren allesbehalve positief; ze werd zelfs "de enige echte afknapper" genoemd. In 1982 nam Dianne Wiest de rol van Dotrice over. Wiest kreeg dezelfde soort recensies.
Na deze afknapper is Dotrice gestopt met publiekelijk optreden, wat uiteindelijk gevolgd werd met haar pensioen. Tussen 1986 en 1992 was ze getrouwd met de Britse acteur Alex Hyde-White, waarmee ze een zoon, Garrick, heeft. In 1994 trouwde ze met Edwin "Ned" Nalle, waarmee ze haar kinderen Isabella en Griffin kreeg.
Ze sprak stemmen in voor de oorspronkelijke Engelstalige versies van de Disney-films De Kleine Zeemeermin, Belle en het Beest en Pocahontas. In 2001 gaf ze haar stem aan een meezinguitgave van de Mary Poppins-film. Doch, ze heeft in 1995 in een interview met het Hello!-tijdschrift bekendgemaakt dat ze nooit meer wil en zal acteren.
Dotrice verscheen in 2004 nog twee keer in de schijnwerpers; de ene keer omdat ze tot een Disney-legende benoemd werd en de andere keer omdat ze een interview gaf voor de 40 jaar Mary Poppins-uitgave van de dvd.

## Films
| Jaar van uitgave | Film                         | Rol                |
| ---------------- | ---------------------------- | ------------------ |
| 1964             | De Drie Levens van Thomasina | Mary McDui         |
| 1964             | Mary Poppins                 | Jane Banks         |
| 1967             | De Gnoommobiel               | Elizabeth Winthrop |
| 1978             | The Thirty Nine Steps        | Alex Mackenzie     |

## Televisie
| Jaar van uitgave | Programma              | Rol            |
| ---------------- | ---------------------- | -------------- |
| 1972             | Napoleon and Love      | Desirée Clary  |
| 1975             | Upstairs, Downstairs   | Lily Hawkins   |
| 1976             | Dickens of London      | Maria Beadnell |
| 1977             | Joseph Andrews         | Pamela         |
| 1978             | She Fell Among Thieves | Jenny          |

- Biblioteca Nacional de España: XX1735436
- Bibliothèque nationale de France: cb141728330 (data)
- International Standard Name Identifier: 0000 0000 5941 3126
- Library of Congress Control Number: no2008051499
- MusicBrainz: 26d18d51-f3c5-4db6-b71e-5ac4d2e803de
- Nationale Bibliotheek van Israël: 987007317777505171
- Nationale Bibliotheek van Polen: a0000003405267
- Nederlandse Thesaurus van Auteursnamen: 073886270
- Virtual International Authority File: 12515226
- WorldCat: E39PBJwMFhbHfqmx43TjbHyw4q